# CodePen
CodePen — интернет-сообщество, созданное для тестирования и показа сниппетов на основе HTML, CSS и JavaScript. Сообщество было создано в 2012 году разработчиками Алексом Вазкуезом, Тимом Сабатом и веб-дизайнером Крисом Койером.
Работает как онлайн-редактор кода, где можно создать свой сниппет (pen) и просмотреть его.
CodePen является одним из самых больших интернет-сообществ для показа своих навыков программирования.  Сейчас там насчитывается около 330 000 зарегистрированных пользователей,  а в месяц сайт посещает более 16 миллионов человек.